# Ла-Порта
Ла-Порта (фр. La Porta, корс. A Porta) — коммуна во Франции, находится в регионе Корсика. Департамент коммуны — Верхняя Корсика. Входит в состав кантона Казинка-Фумальто. Округ коммуны — Бастия.
Код INSEE коммуны — 2B246.

## Население
Население коммуны на 2008 год составляло 246 человек.
| 1962 | 1968 | 1975 | 1982 | 1990 | 1999 | 2008 |
| ---- | ---- | ---- | ---- | ---- | ---- | ---- |
| 315  | 358  | 382  | 422  | 248  | 196  | 246  |

## Экономика

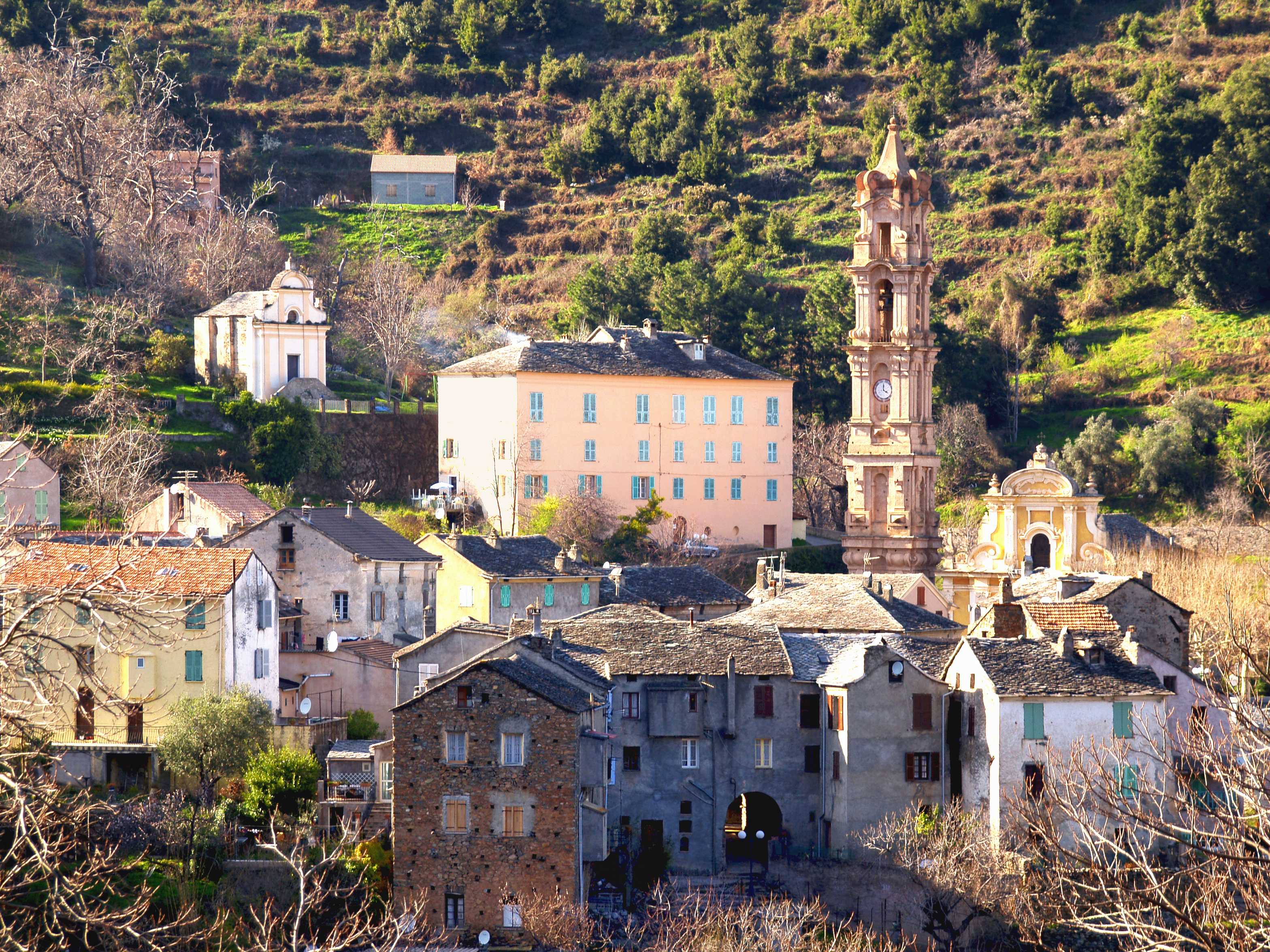
Ла-Порта

В 2007 году среди 145 человек в трудоспособном возрасте (15—64 лет) 81 были экономически активными, 64 — неактивными (показатель активности — 55,9 %, в 1999 году было 61,4 %). Из 81 активных работали 74 человека (44 мужчины и 30 женщин), безработных было 7 (2 мужчины и 5 женщин). Среди 64 неактивных 9 человек были учениками или студентами, 27 — пенсионерами, 28 были неактивными по другим причинам.